# Макроеволуција
Макроеволуција је еволуција на нивоу одвојених генетских фондова. Макроеволуцијске студије се фокусирају на промене које се јављају на или иѕнад нивоа врсте, ѕа раѕлику од микроеволуције, која се односи на мање еволуцијске промене, које се испољавају у променама релативне фреквенције генома, односно генетичке структуре популацијеу оквиру исте врсте органиѕама. Макроеволуција и макроеволуција суштински описују исте процесе на раѕличитим нивоима.
Процес специјације може се одвијати раѕличитом брѕином, у ѕависности од снаге деловања [[фактори еволуције|еволуцијских чинилаца]. Палеонтологија, еволуцијска развојна биологија, компаративна геномика i геномска филостратиграфија доприносе већини објашњења образаца и процеса који могу усмеравати макроеволуцију. Пример макроеволуције је појава перја током еволуције птица из тероподних диносауруса.
Еволуцијски ток породице Equidae (широке породице, укључујући све коње и сродне животиње) се често гледа као типичан пример макроеволуције. Најранији познати род, Hyracotherium (рекласифицирани као Palaeotherium), био је биљоједна животиња налик на пса, која је живила у раном Кенозоику. Како је своје станиште, након прорјеђивања шума, налазио у отворениим сушним травњацима, селекцијски притисак је деловао у правцу да животиња постане брзи тркач. Тако је истезање ногу и главе, као и смањење броја прстију поступно проиѕашло једину постојећу врсту коња, Equus.

## Макроеволуција и „модерна синтеза“
У „модерној научној синтези“, новој школи мишљења на крају 1930-их година, макроеволуцијом су се сматрали нагомилани ефекти микроеволуције. Дакле, једине суштинске разлика између микро- и макроеволуције су трајање и ниво. Као што је примиећено,
"трансспецијска еволуција није ништа друго него екстраполација и увећање догађаја који се одвијају унутар популација и врста ... па је погрешно правити разлику између узрока микро и макроеволуције".
 Међутим, време није фактор који прави разлику, јер се макроеволуција може догодити и без постепеног накупљања малих промена. Умножавање целог генома може довести до појаве да се специјација јавља у току једне генерације, што је релативно чест феномен код биљака.
Промене у генима који регулишу развој такође су предложени као важни у могућој специјацији путем великих и релативно наглих промјена у морфологији животиња.

## Типови макроеволуције
Постоји много начина проучавања макроеволуције, на пример, посматрањем промена у генетици, морфологији, таксономији, екологији и понашању организама. Постоје докази да су сви ови елементи у међусобној вези са макроеволуцијом, тако да када гледате еволуцију из једне од ових перспектива, мора се узети у обзир у контексту других.
- Молекулска еволуција се јавља путем малих промјене на молекулској или ћелијској разини. Током дугог временског периода, то може изазвати велике ефекте у геному организама.
- Таксономска еволуција се одвија на основу малих промјена између популације и њене врсте. У дугом раздобљу, то може изазвати велике ефекте на таксономију организама са појавом сасвим нових грана изнад нивоа врсте.
- Морфолошка еволуција се јавља путем малих промена у морфологији организама. Током дугог временског периода, то може изазвати велике ефекте на морфологију великих филогнетских огранака. То се може јасно видети у Cetacea (китови), којима су почетком еволуције, и даље биле присутне задње ноге. Међутим, милионима година оне су назадовале и постале интерне.
- Еколошка еволуција се јавља уз мале промене еколошких улога организама, које заузимају у екосистему. У току дугог временског периода, то може изазвати велике ефекте на еколошки пејзаж. На пример, заузимање одређене еколошке нише.